# Groupe des 13
Ne doit pas être confondu avec Groupe des Treize.
Le Groupe des Treize, ou G13, est une coalition féministe composée de 24 groupes et regroupements féministes présents dans tout le Québec, qui œuvre à la défense des droits des femmes au Québec et au Canada.

## Mission
Formé en 1986, le G13 a pour mission d'être à la fois le porte-voix et de représenter la diversité des réalités des groupes dont il est constitué, en plus d'être un lieu d'échange ayant comme objectifs la circulation de l'information, le soutien aux membres et la prise de positions communes. Les champs d'action des groupes membres du G13 sont pluriels et touchent les maisons d'hébergement pour femmes victimes de violence, l'employabilité, les tables de groupes de femmes, les centres d'aide et de lutte aux agressions à caractère sexuel, les centres de femmes, les organismes de soutien aux familles monoparentales et recomposées, la défense des services publics et du droit à la prestation de services, l'éducation populaire, la place des femmes en politique, l'immigration, la diversité sexuelle, la santé de femmes,,.

## Membres
Le G13 représente plus d'une centaine de groupes et des milliers de femmes au Québec.  En 2024, les membres du G13 sont : 
- Action cancer du sein du Québec (ACSQ)
- Action travail des femmes (ATF)
- Alliance des maisons d’hébergement de 2e étape pour femmes et enfants victimes de violence conjugale (Alliance MH2)
- Association féministe d'éducation et d'action sociale (Afeas)
- Conseil d'intervention pour l'accès des femmes au travail (CIAFT)
- Co-Savoir (anciennement Centre de documentation sur l'éducation des adultes et la condition féminine, CDEACF)
- Fédération des associations de familles monoparentales et recomposées du Québec (FAFMRQ)
- Fédération des femmes du Québec
- Fédération des maisons d'hébergement pour femmes (FMHF)
- Fédération du Québec pour le planning des naissances (FQPN)
- Femmes Autochtones du Québec inc. (FAQ) / Quebec Native Women Inc.
- L'R des centres de femmes du Québec
- Mouvement allaitement du Québec (MAQ)
- Mouvement pour l'autonomie dans l'enfantement
- Regroupement des maisons pour femmes victimes de violence conjugale
- Regroupement Naissances Respectées (RNR)
- Regroupement québécois des centres d'aide et de lutte contre les agressions à caractère sexuel (RQCALACS)
- Relais-femmes
- Réseau d'action des femmes handicapées du Canada (RAFH Canada) / Disabled Women's Network of Canada (DAWN-RAFH Canada)
- Réseau québécois d'action pour la santé des femmes (RQASF)
- Réseau d'action pour l'égalité des femmes immigrées et racisées du Québec (RAFIQ)
- Réseau des lesbiennes du Québec (RLQ) / Quebec Lesbian Network
- Réseau des Tables régionales de groupes de femmes du Québec
- Table de concertation des organismes au service des personnes réfugiées et immigrantes (TCRI)[5]

## Publications et mémoires
- Groupe des Treize, Consultations pré-budgétaires du Québec Budget 2021-2022 « Plan de relance économique COVID-19 », mémoire présenté au ministre des finances, M. Éric Girard, 2021, 16 p.
- Groupe des Treize, Les enjeux féministes, une priorité à mettre à l’agenda!, Outil et analyse des élections fédérales par le Groupe des 13, 2019, 64 p.
- Groupe des Treize, Consultations pré-budgétaires du Québec 2018-2019, avis présenté au ministre des Finances, M. Carlos Leitão, 2018, 11 p.
- Groupe des Treize, Trois nouvelles générations de femmes pauvres à la retraite : Où se retrouve l’équité intergénérationnelle annoncée ?, Mémoire présenté dans le cadre de la consultation de la Commission des finances publiques, intitulée : Consolider le régime pour renforcer l’équité intergénérationnelle, 2017, 38 p.
- Groupe des Treize, Les groupes de femmes ne sont pas des lobbys!, Mémoire présenté dans le cadre de la consultation du Commissaire au lobbyisme du Québec Mandat d’entendre les OSBL sur les conséquences du projet de loi 56, 2016, 8 p.
- Groupe des Treize, Pas d’avenir sans l’égalité, pas d’égalité sans les femmes !, Plateforme politique proposée par le Groupe des 13 dans le cadre de la campagne électorale du Québec, 2014, 7 p.
- Groupe des Treize, Pas de plan sans les femmes !, Plateforme politique proposé par le Groupe des 13, 2012, 14 p.
- Groupe des Treize, Plate-forme pour l’égalité des femmes, 2007, 42 p.
- Groupe des Treize, Quelques réflexions sur l’avenir du conseil du statut de la femme et du secrétariat à la condition féminine, Document de réflexion présenté aux groupes de femmes par le Groupe des 13, 2003, 12 p.
- Groupe des Treize, Le projet de politique de l'éducation des adultes dans une perspective de formation continue, Avis du Groupe des 13 présenté au ministre d'État à l'Éducation et à la Jeunesse, monsieur François Legault et au ministre d’État au Travail, à l’Emploi et à la Solidarité sociale Monsieur Jean Rochon, 2001, 15 p.
- Groupe des Treize, Oser choisir ensemble la solidarité, Mémoire sur la fiscalité présenté par 14 regroupements de groupes financement des services publics, 1996, 13 p.
- Groupe des Treize, Notre programme féministe pour l'emploi et le développement: équité, autonomie, solidarité, Mémoire soumis au Comité permanent du développement des ressources humaines, 1994, 34 p.
- Groupe des Treize, Perspectives de femmes sur la remise en cause des programmes sociaux, Mémoire soumis au comité permanent du perfectionnement des ressources humaines, 1994, 50 p.
- Groupe des Treize, Fiscalité et rôle de l'état, une perspective féministe, Mémoire soumis à la commission du budget et de l'administration, 1993, 34 p.